# Juré
Juré är en kommun i departementet Loire i regionen Auvergne-Rhône-Alpes i centrala Frankrike. Kommunen ligger i kantonen Saint-Just-en-Chevalet som tillhör arrondissementet Roanne. År 2022 hade Juré 245 invånare.

## Befolkningsutveckling
Antalet invånare i kommunen Juré
| Referens: INSEE |